# Девочка-полицейский Йо-йо
«Девочка-полицейский Йо-йо» (англ. Sukeban Deka: Codename = Saki Asamiya»; яп. «スケバン刑事 コードネーム = 麻宮サキ») — фантастический боевик режиссёра Кэнта Фукасаку, третья экранизация манги «Sukeban Deka». Премьера состоялась 30 сентября 2006 года.

## Сюжет
Завербованная тайной полицейской организацией, «К» должна остановить заговор среди студентов, пытающихся создать анархию в Японии. Ей надо проникнуть в элитную школу, найти и обезвредить террористов.

## В ролях
- Ая Мацуура — Саки Асамия
- v-u-den

- Рика Исикава — Рэйка Акияма
- Эрика Миёси — Котоми Канда
- Юи Окада — Таэ Конно

- Юки Сайто — мать Саки
- Хироюки Нагато — Кэйси Кураями
- Сюнсукэ Кубодзука — Дзиро Кимура
- Рики Такэути — Кадзутоси Кира
- Таку Сакагути — член банды